# Raul Amaro Nin Ferreira
Raul Amaro Nin Ferreira (Rio de Janeiro,2 de junho de 1944 - Rio de Janeiro, 12 de agosto de 1971) - filho de Mariana Lanari Ferreira e Joaquim Rodrigo Nin Ferreira, formado em engenharia mecânica com especialização em Engenharia de Produção pela Escola Politécnica da Pontifícia Universidade Católica do Rio de Janeiro. Fez um curso de aperfeiçoamento em Engenharia Econômica, na PUC-RJ. Trabalhava no Conselho de Desenvolvimento Industrial (CDI), no Ministério da Indústria e Comércio. Estudioso de problemas econômicos, participou quando estudante de grupos da Democracia Cristã "de gauche", como dizia o Professor Candido Mendes. Em 1964 ,representou a delegação brasileira em um Congresso no Peru. Em 1966 foi convidado pelo Departamento de Estado Americano para o Congresso da Universidade Notre Dame, nos Estados Unidos. Foi morto durante a ditadura militar após sofrer torturas brutais, orquestradas pelos órgãos de repressão do regime militar.
É um dos casos investigados pela Comissão da Verdade, uma entidade criada pelo governo brasileiro que apura mortes e desaparecimentos ocorridos durante o regime militar.
Raul Amaro Nin Ferreira, filho de Mariana Lanari e Joaquim Rodrigo Nin Ferreira, nasceu no dia 02 de junho de 1944 na cidade do Rio de Janeiro.  Especializou-se em Engenharia de Produção na PUC-RJ. Durante sua formação representou o Brasil em congressos pela América Latina e nos EUA.
Lutava contra a opressão vivida durante a ditadura. Durante sua formação participou de grupos de estudos econômicos, sociais e políticos sobre temas de Subdesenvolvimento e Política na América Latina. 
Foi preso durante uma blitz militar em 01 de agosto de 1971 e torturado durante 12 dias na sede do DOPS-Codi do Rio de Janeiro e no Hospital Central do Exército (HCE). Debilitado, morreu em 12 de agosto de 1971 no HCE, vítima da ditadura militar.

## Prisão no Rio de Janeiro.
Em 31 de julho de 1971, Raul e um casal de colegas recentes do trabalho, Saindin Denne e Yone da Silva Denne, se encontraram em um bar em Ipanema. O carro foi parado por uma blitz do exército, na entrada do Leme. Tanto ele como os colegas não tinham carteira de trabalho, mas foram liberados. Por volta de uma e meia da madrugada, 01 de agosto, foram novamente barrados em outra barreira, na rua Ipiranga, no bairro das Laranjeiras. Os agentes revistaram o carro e encontraram alguns mapas. que consideraram suspeitos; prenderam Raul e o casal que o acompanhava. Raul foi encaminhado segundo documentos do Serviço Nacional de Informações (SNI), para o Departamento de Ordem Política e Social (DOPS-GB), onde permaneceu preso até a manhã do mesmo dia.
No começo da tarde os agentes chefiados pelo policial Mário Borges foram até a casa do pais de Raul, localizada na Gávea. Foram em seguida a seu apartamento, em Santa Teresa, na rua Santa Cristina, 46, sendo acompanhados pelos pais, que foram proibidos de entrar. Na revista do apartamento, encontraram, segundo  eles, materiais suspeitos, como transmissores de rádio e panfletos referentes ao Movimento Revolucionário de 8 de Outubro (MR-8). (Estes documentos, Raul havia relatado a colegas, não lhe pertenciam e tinham sido guardados em seu apartamento por razões de segurança do movimento clandestino). Os agentes saíram do local à noite levando Raul algemado e se recusaram a informar o seu destino.

## Circunstância da Morte
Entre a noite do dia primeiro para a madrugada do dia 02 de agosto de 1971, Raul passou pela “Declaração do Interrogado” realizada pelos agentes do DOI-Codi, do I Exército. Retornou ao DOPS após quatro horas do término da revista em sua casa e foi reconhecido por outros presos políticos como Aquiles Ferrari e Alex Polari de Alverga.
No dia 3 de agosto de 1971, foi interrogado novamente pelos agentes do DOI-CODI e submetido a espancamentos e outras agressões. Em 4 de agosto de 1971 foi transferido para o Hospital Central do Exército( HCE) por recomendação médica e devido a seu estado físico agravado. Novamente em 11 de agosto de 1971 foi submetido a interrogatório nas dependências do Hospital, isto sob tortura.  Faleceu em 12 de agosto, em decorrência das torturas sofridas. A família foi informada de sua morte neste dia, em um telefonema do diretor do HCE, general Rubens do Nascimento Paiva. Seu corpo foi liberado de madrugada após autópsia realizada pelo legista, Rubens Pedro Macuco Janine Seu tio-avô, Manoel Ferreira, médico legista, tentou acompanhar o procedimento mas foi impedido. Raul Amaro foi enterrado no Cemitério São João Batista, no Rio de Janeiro.

## Imprensa
A morte de Raul Amaro Nin Ferreira foi informada em nota no jornal O Globo em sua edição de 27 de agosto de 1971.

## Relatos
Segundo relatos de Alex Polari, Raul retornou ao DOPS  andando e falando, mas bem debilitado.
O ex-comandante do Centro de Operações de Defesa Interna (Codi) do I Exército, Adyr Fiúza de Castro, afirma em depoimento no livro “Os anos de chumbo: a memória militar sobre a repressão”, que Raul foi chicoteado barbaramente com fios no DOPS.
,Marco Aurélio Magalhães, ex-soldado que serviu o 1º Batalhão de Polícia do Exército, afirmou em depoimento que viu Raul caído e espancado na sala de interrogatório, o corpo coberto de hematomas. Disse ainda que Raul havia sido interrogado pelo capitão do DOI-CODI e um sargento da unidade. Completou seu testemunho afirmando que um colega do batalhão assistiu seu espancamento, e que a última vez que o viu ele estava despido e coberto por uma manta, enquanto era examinado pelo médico da unidade. O médico recomendou sua transferência para o Hospital Central do Exército, afirmando que Raul estava morrendo. 

## Investigações
A mãe de Raul Amaro, Dona Mariana Lanari Ferreira, procurou o HCE em 17 de agosto de 1971, sendo recebida pelo general diretor; esteve com o enfermeiro Pedro Hito, que cuidou de seu filho, mas não conseguiu conversar com o enfermeiro Miguel a quem, segunda suas fontes, Raul havia se afeiçoado. Soube que seu filho passou por radiografias e exames de sangue, e que vomitava muito. Na quarta-feira (11 de agosto), segundo informações do enfermeiro, Raul já não conseguia andar e foi amparado ao banheiro pela manhã. Foi então submetido a uma transfusão de sangue. Ao chegarem na enfermaria durante a manhã do dia seguinte, 12 de agosto, o diretor e o enfermeiro encontraram Raul com falta de ar e implorando por clemência. Em suas palavras: “Tire-me deste horror, Pedro”. Segundo relatos, não houve assistência naquela noite, com centenas de leitos atendidos por um único médico de plantão. O enfermeiro Pedro Hito conta que Raul permaneceu lúcido, mas faleceu no início da tarde durante um breve refeição. Dona Mariana relata, em seu depoimento, que tanto no dia da morte quanto uma semana depois, o diretor do Hospital Central do Exército, General Rubens do Nascimento Paiva, se mostrava preocupado em eximir-se da responsabilidade pela morte de Raul. "Apenas cumpria ordens" (sic). 
Em 11 de agosto de 2014, o Doutor Nelson Massini apresentou o “Parecer Médico Legal sobre a Tortura e Morte de Raul Amaro Nin Ferreira nos Anos de Chumbo”, em audiência pública organizada pela CEV-Rio e pelos familiares. O parecer médico comprova as sessões de tortura, durante sua prisão no DOI-CODI e no interior do HCE. Aponta ainda uma diferença entre as lesões descritas no exame feito no Hospital Central do Exército e as marcas encontradas no exame cadavérico, indicando que Raul havia sofrido novas lesões após dar entrada no HC, oriundas de sessões de tortura.

## Homenagens
Em junho de 2014, familiares de Raul Amaro Nin Ferreira plantaram uma árvore em sua homenagem na Vila dos Diretórios, na PUC-Rio, no campus da Gávea, por iniciativa do Centro Acadêmico de História da PUC-RJ. A homenagem contou com a presença de familiares e seus amigos, além de membros da comunidade acadêmica.
Um documentário intitulado Tire-me desse horror, Pedro, aprovado pela Ancine em 2014, teve a exibição cancelada, sem explicação. O longa retratava, com base nos relatos familiares, os últimos dias de Raul Amaro, cuja dignidade e destemor o levaram à execução pela ditadura militar.. Outro episódio sangrento sob a ditadura, a perseguição, prisão e tortura de frades dominicanos em São Paulo, ocorridas em novembro de 1969, foi resgatado em um longa-metragem, Batismo de Fogo (1976), sob a direção de H. Ratton. Frei Tito, um ano mais jovem que Raul Amaro, em junho de 74 comete suicídio na França,  onde se refugiara, transtornado pelas sequelas da tortura, depois de ter sua prisão suspensa em troca da vida de um embaixador, sequestrado pelos militantes da Aliança Libertadora Nacional em junho de 1970. 